# 来須蒼真
来須 蒼真（くるす そうま）はコナミのアクションアドベンチャーゲーム『悪魔城ドラキュラ』シリーズの登場人物であり、『キャッスルヴァニア 〜暁月の円舞曲〜』と『悪魔城ドラキュラ 蒼月の十字架』にて主人公を務めている。
蒼真は、プロデューサーの五十嵐孝司の「（今までと）異なる路線」に挑戦したいという意図のもと、小島文美によってデザインされた。五十嵐が蒼真のキャラクター性と『暁月の円舞曲』のストーリーラインに満足していたことから、続編の『蒼月の十字架』でも引き続き再登場したが、容姿はアニメ調にデザインされ直して変更された。 
『暁月の円舞曲』における蒼真は、2035年の18歳の日本人の高校生（日本国外版では日本への留学生で、名前もSoma Cruzに変わっている）という設定であり、物語の冒頭で見知らぬ城にて目を覚ます。そこで蒼真は、自分の「支配の力」、つまり自分が倒した怪物のソウルとアビリティを自分のものとする能力を発見する。物語が進むにつれ、蒼真はドラキュラ伯爵が亡くなったこと、自分が生まれ変わり、再びドラキュラ（グラハム・ジョーンズが蒼真に殺される前に望んでいた地位）になる運命にあることを知る。彼がすぐに次の魔王にならなかった唯一の理由は、有角幻也という仮名を名乗ったアルカードが尽力したためであった。蒼真は自身の堕落とユリウス・ベルモンドの手による死の可能性の両方で危うくなりながらも、最終的に城を駆け巡って混沌を打ち負かした。続編『蒼月の十字架』では、蒼真が、彼を殺害し新たな魔王を作り出そうとしているカルト教団と戦う、『暁月の円舞曲』のイベント中に表れなかった姿が描かれている。 
GameSpyは『暁月の円舞曲』で最も爽やかなのは新しいストーリーラインであると述べている。『蒼月の十字架』の筋書きが独創的な理由はその何年も前の『悪魔城ドラキュラX 月下の夜想曲』以降のシリーズよりも多くのキャラクターが示している。また、GameSpyやIGNは前作のデザインと異なっていることについて、蒼真が違って見え、『蒼月の十字架』ではアニメでのイントロが可能になったが価値あるトレードオフではないと評している。

## 構想とデザイン
蒼真は悪魔城ドラキュラシリーズのゲームボーイアドバンス第3作『キャッスルヴァニア 〜暁月の円舞曲〜』で初めて登場した。彼は、その前作『キャッスルヴァニア 白夜の協奏曲』から悪魔城ドラキュラシリーズ制作のプロデューサーを務めた五十嵐孝司による、未来的な設定でシリーズの「別のルート」を試す試みの一部として作られた。蒼真のキャラクターデザインを手掛けた小島文美は、かつて『悪魔城ドラキュラX 月下の夜想曲』と『キャッスルヴァニア 白夜の協奏曲』のキャラクターイラストを手がけたことがある。小島の絵は、黒を基調としたゴシック調で、美少年風の絵の要素を多用しているが、五十嵐の「（今までと）異なる路線」のモチーフを維持しながら、シリーズの過去作におけるキャラクターの衣装は中世モチーフだったのに対し、蒼真の衣装はより現代的なデザインが施された。
『暁月の円舞曲』の続編である『蒼月の十字架』に蒼真が登場したのは、『蒼月の十字架』を作った主な動機の1つとして他のゲームに来須蒼真を登場させることがあったからだと五十嵐は語った。五十嵐は『悪魔城ドラキュラ 闇の呪印』のキャラクターデザインに集中してほしいと思い、小島文美を『蒼月の十字架』制作チームには入れなかった。五十嵐はニンテンドーDSのターゲット層がシリーズ過去作のプラットフォームのターゲット層よりもかなり若いと感じており、より単純なアニメ風デザインでターゲット層への訴求を図りたいと考え、今後のシリーズに向けた実験の意味もかねて、蒼真をはじめとするキャラクターのデザインをアニメ風にするよう指示を出した。

## 劇中での活躍
『暁月の円舞曲』では、蒼真は2035年の日本にいる高校生として描かれ、幼なじみの白馬弥那と平和に暮らしている。彼はドラキュラの城に引き寄せられ、そこで彼は「支配の力」を学び、倒したモンスターの魂を吸収し、その能力を使用できるようになる。ドラキュラ城の中を進んでいくと、ノストラダムスの大予言で恐怖の大王であるドラキュラ伯爵が真なる死を迎え、ドラキュラの力が生まれ変わりに受け継がれるという予言がなされていて、城が日食に封じられているということを知る。自分がドラキュラの生まれ変わりであるという考えを抱いていたグラハム・ジョーンズを倒した後、蒼真は自分がドラキュラ伯爵の生まれ変わりであることに気付く。その結果、ドラキュラが滅びるまで吸血鬼を狩ると誓ったベルモンド一族の末裔であるユリウス・ベルモンドと対峙する。蒼真はユリウスを打ち負かし、ドラキュラの精神を抑えることができなければ殺してよいという約束を取り付ける。そして至る所で出会った味方の助けを借りて、城の最深部に潜む混沌「カオス」を打ち破ることで自分の運命から逃れられた。 
『暁月の円舞曲』の一年後を描いた『蒼月の十字架』にて、蒼真は再び主人公として登場する。蒼真は自分の力が失われたと思っていたが、目を覚まし、蒼真を消して魔王再臨をもくろむセリア・フォルトゥナ率いるカルト教団「ウィズライト」に対抗するために、教団の本拠地であるドラキュラ城風のレプリカの城に向かう。城内で、ドラキュラが滅びた日に生まれ、超自然的な力を持つ「魔王候補者」について知る。最初の候補者であるドミトリー・ブリノフとの戦いの中で、蒼真は無意識にドミトリーの魂を吸収してしまう。次のダリオ・ボッシとの2度目の戦いで、蒼真はダリオの力をものにする。その結果、セリアは蒼真を魔王にするために弥那のドッペルゲンガーを殺したが、ゲームの序盤で弥那が彼に与えたお守りのために失敗した。ドミトリーの魂は蒼真の身体からドッペルゲンガーに逃れ、蒼真の支配の力をコピーして力を強める。物語の終盤、蒼真はドミトリーが変化した怪物「メナス」戦後、自分の運命は自分自身で決められるということに気付く。また、「ユリウスモード」では、自身の内なる暗黒に屈して、新しい魔王になったという設定で、ラスボスとして登場する。

## 評価
蒼真のキャラクターは、いくつかのビデオゲーム関連サイトで賛否を受けている。GameSpyは、前作の『白夜の協奏曲』では特定のプロットが陳腐化していたが、『暁月の円舞曲』にも保護を必要とするか弱い女性と女性のような外見の男性がおり、ステレオタイプの模倣と見られるものの、これらの古いキャッスルヴァニアの要素は2035年の未来の設定という物語でサポートされ、陳腐化を新しいストーリーラインで修正しており、蒼真についても「蒼真のクレイジーなファッションセンスは私がロングコートの襟にボアを縫い付けてサンセットを気取って歩きたいと思わせる」と述べている。IGNは『暁月の円舞曲』がベルモンドを中心としておらず、ドラキュラを倒すことも目的にしていない最初のゲームと紹介しており、蒼真はヴァンパイアハンターではなく、武器もお馴染みの鞭ではなく剣など他の様々な武器であり、それぞれが長所と短所を持っていると解説しており、RPGGamerは強い主人公が悪魔城の怪物を倒して行くことを『暁月の円舞曲』では変えて、城内で様々なエリアやキャラクターが現れるなど各種イベントシーンに蒼真が遭遇することが物語にさらに深みを与え、アクション進行に貢献していると評している。蒼真の「支配の力」を両方のゲームに登場するタクティカルソウルシステムに反映させたやり方について、IGNはこのシステムが『暁月の円舞曲の』全体的な感触に「大幅に」貢献したとコメントし、RPGamerはタクティカルソウルシステムの『蒼月の十字架』への「凱旋」を祝った。またゲームグラフィックについて、GameSpyのレビュアーは「スプライトが見やすく良いアニメーション」に注目し、GameSpotはキャラクターのスプライトは古風な見た目だがまだある程度の魅力があり、古いホラー映画を見ているようなものでたとえ特殊効果が悪くてもそれらが何であるか理解することができると述べている。『蒼月の十字架』でデザインをアニメ調に変更したことについては、GameSpyは蒼真の「軽薄で活気のないアニメ画像」と、小島がもはや作品の一部ではないことを嘆き、IGNは、画像が「『一般的な土曜日の朝アニメ』品質のレベルまで低下した」と主張した。RPGFanは、非常に独創的である理由は、何年も前の『月下の夜想曲』以来のシリーズよりも多くのキャラクター開発を示しているからと書いた。   
Netflixのオリジナルアニメ『悪魔城ドラキュラ -キャッスルヴァニア-』シリーズの主な製作者の1人であるエグゼクティブプロデューサーのアディ・シャンカルは、タイムジャンプや平行して別の時代を描く可能性について尋ねられた際、何でもあり得ると言及して、蒼真を過小評価されているキャラクターと考え、利用したいと述べている。彼はさらに「来須蒼真のストーリーの物語、そして僕らが番組でやっていることを考えると、ビデオゲーム版との違いは感情的な深みを足していることだと思う。来須蒼真には掘り下げるべき要素がたくさんあると思う――これはネタバレじゃないけど、個人的に来須蒼真がとても好きなんだ」と付け加えた。